# Elot
Elot (hebr.: אילות) – kibuc położony w samorządzie regionu Chewel Elot, w Dystrykcie Południowym, w Izraelu.
Leży w południowej części pustyni Negew, w odległości 2 km na północ od miasta Ejlat.
Członek Ruchu Kibuców (Ha-Tenu’a ha-Kibbucit).

## Historia
Kibuc został założony w 1963.

## Gospodarka
Gospodarka kibucu opiera się na intensywnym rolnictwie. Uprawia się daktylowce, warzywa oraz różne rośliny dające owoce. Lokalna mleczarnia produkuje różne nabiały. Jednak najważniejszą gałęzią gospodarki jest turystyka.